# Liste norwegischer Komponisten klassischer Musik
Die Liste enthält eine chronologische Aufzählung norwegischer Komponisten klassischer Musik.

## 16. Jahrhundert
- Caspar Ecchienus (≈1550–≈1600)
- Johann Nesenus (≈1550–1604)

## 17. Jahrhundert
- Georg von Bertouch (1668–1743)

## 18. Jahrhundert
- Johan Henrik Freithoff (1713–1767)
- Johan Daniel Berlin (1714–1787)
- Johan Henrich Berlin (1741–1807)
- Israel Gottlieb Wernicke (1755–1836)
- Ole Andreas Lindeman (1769–1857)
- Hans Hagerup Falbe (1772–1830)
- Christian Blom (1782–1861)
- Waldemar Thrane (1790–1828)
- Carl Arnold (1794–1873)
- Hans Skramstad (1797–1839)

224x t46j43z477

## 19. Jahrhundert
- Torgeir Augundsson (1801–1872)
- Friedrich August Reißiger (1809–1883)
- Ole Bull (1810–1880)
- Ludvig Mathias Lindeman (1812–1887)
- Halfdan Kjerulf (1815–1868)
- Johan Didrik Behrens (1820–1890)
- Johan Gottfried Conradi (1820–1896)
- Martin Andreas Udbye (1820–1889)
- Thomas Dyke Acland Tellefsen (1823–1874)
- Johan Svendsen (1840–1911)
- Thorvald Amund Lammers (1841–1922)
- Rikard Nordraak (1842–1866)
- Edmund Neupert (1842–1888)
- Edvard Hagerup Grieg (1843–1907)
- Johan Selmer (1844–1910)
- Christian Cappelen (1845–1916)
- Agathe Backer Grøndahl (1847–1907)
- Johannes Haarklou (1847–1925)
- Alfred Paulsen (1848–1936)
- Ole Olsen (1850–1927)
- Iver Holter (1850–1941)
- Adolf Thomsen (1852–1903)
- Christian Sinding (1856–1941)
- Sigward Aspestrand (1856–1941)
- Peter Byrnie Lindeman (1856–1930)
- Catharinus Elling (1858–1942)
- Per Winge (1858–1935)
- Gerhard Schjelderup (1859–1933)
- Per Lasson (1859–1883)
- Hjalmar Borgstrøm (1864–1925)
- Johan Halvorsen (1864–1935)
- Signe Lund (1868–1950)
- Alfred Andersen-Wingar (1869–1952)
- Mon Schjelderup (1870–1934)
- Per Steenberg (1870–1947)
- Sigurd Lie (1871–1904)
- Eyvind Alnæs (1872–1932)
- Johan Backer-Lunde (1874–1958)
- Idar Handagard (1874–1959)
- Halfdan Cleve (1879–1951)
- Arne Eggen (1881–1955)
- Sigurd Islandsmoen (1881–1964)
- Alf Hurum (1882–1972)
- Haakon Lie (1884–1970)
- Fridtjof Backer-Grøndahl (1885–1959)
- Ingeborg Refling Hagen (1885–1989)
- Fartein Valen (1887–1952)
- David Monrad Johansen (1888–1974)
- Reidar Thommessen (1889–1986)
- Sverre Jordan (1889–1972)
- Marius Moaritz Ulfrstad (1890–1968)
- Adolf Kristoffer Nielsen (1890–1960)
- Jacob Dybwad (1890–1966)
- Pauline Hall (1890–1969)
- Hans Erichsen (1890–1973)
- Leif G. Orvan (1892–1956)
- Carsten Carlsen (1892–1961)
- Ludvig Irgens-Jensen (1894–1969)
- Bjarne Brustad (1895–1978)
- Arild Sandvold (1895–1984)
- Ronald Fangen (1895–1946)
- Harald Sæverud (1897–1992)
- Arvid Kleven (1899–1929)
- Thomas Beck (1899–1963)
- Odd Grüner-Hegge (1899–1973)

## 20. Jahrhundert
- Eivind Groven (1901–1977)
- Olav Kielland (1901–1985)
- Erling Kjellsby (1901–1976)
- Kolbjørn Svendsen (1903–1967)
- Arne Paasche Aasen (1901–1978)
- Bjarne Slapgard (1901–1997)
- Harald Lie (1902–1942)
- Jolly Kramer-Johansen (1902–1968)
- Sparre Olsen (1903–1984)
- Bjarne Amdahl (1903–1968)
- Klaus Egge (1906–1979)
- Conrad Baden (1908–1989)
- Geirr Tveitt (1908–1981)
- Anne-Marie Ørbeck (1911–1996)
- Gunnar Sønstevold (1912–1991)
- Knut Nystedt (1915–2014)
- Sverre Bergh (1915–1980)
- Hallvard Johnsen (1916–2003)
- Maj Sønstevold (1917–1996)
- Johan Kvandal (1919–1999)
- Bjørn Fongaard (1919–1980)
- Øistein Sommerfeldt (1919–1994)
- Arne Dørumsgård (1921–2006)
- Antonio Bibalo (1922–2008)
- Finn Mortensen (1922–1983)
- Edvard Hagerup Bull (1922–2012)
- Edvard Fliflet Bræin (1924–1976)
- Egil Hovland (1924–2013)
- Oddvar S. Kvam (1927–2016)
- Arne Nordheim (1931–2010)
- Kåre Kolberg (1936–2014)
- Alf Cranner (1936–2020)
- Alfred Janson (1937–2019)
- Ketil Hvoslef (* 1939)
- Trygve Madsen (* 1940)
- John Persen (1941–2014)
- Kjell Flem (* 1943)
- Magne Hegdal (* 1944)
- Ragnar Søderlind (* 1945)
- Trond Kverno (* 1945)
- Terje Bjørklund (1945–2024)
- Bjørn Howard Kruse (* 1946)
- Olav Anton Thommesen (* 1946)
- Ruth Bakke (* 1947)
- Gunnar Germeten Jr. (1947–1999)
- Kjell Mørk Karlsen (* 1947)
- Terje Rypdal (* 1947)
- Olav Berg (* 1949)
- Lasse Thoresen (* 1949)
- Åse Hedstrøm (* 1950)
- Synne Skouen (* 1950)
- Halvor Haug (1952–2025)
- Kjell Samkopf (* 1952)
- Magnar Åm (* 1952)
- Cecilie Ore (* 1954)
- Bjørn Hoemsnes (* 1954)
- Helge Iberg (* 1954)
- Kjell Habbestad (* 1955)
- Morten Gåthaug (* 1955)
- Terje Bjørn Lerstad (* 1955)
- Henrik Ødegaard (* 1955)
- Frank Tveor Nordensten (* 1955)
- Rolf Wallin (* 1957)
- Ragnar Bjerkreim (* 1958)
- Ståle Kleiberg (* 1958)
- Nils Henrik Asheim (* 1960)
- Wolfgang Plagge (* 1960)
- Jostein Stalheim (* 1960)
- Glenn Erik Haugland (* 1961)
- Asbjørn Schaathun (* 1961)
- Knut Waage (* 1961)
- Henrik Hellstenius (* 1963)
- Peter Tornquist (* 1963)
- Gisle Kverndokk (* 1967)
- Jon Øyvind Næss (* 1968)
- Lene Grenager (* 1969)
- Natasha Barrett (* 1972)
- Maja Ratkje (* 1973)
- Torbjørn Dyrud (* 1974)
- Ola Gjeilo (* 1978)
- Marcus Paus (* 1979)